# И-3
И-3 «истребитель третий» — советский одноместный истребитель, «лёгкий манёвренный». Подкосный полутораплан смешанной дерево-металло-полотняной конструкции с неубирающимся шасси 1928 года выпуска. Проектировался в Отделе сухопутного самолётостроения Государственного авиационного завода № 1 имени Осоавиахима под руководством российского советского авиаконструктора Николая Поликарпова. Создан по решению руководства Военно-воздушных сил РККА для замены устаревших боевых самолётов И-2 и сравнения эксплуатационных и боевых качеств с однотипным цельнометаллическим истребителем И-4 (АНТ-5) Конструкторского отдела АГОС ЦАГИ Александра Путилова. С 1929 года строился серийно и состоял на вооружении Военно-воздушных сил Рабоче-крестьянской Красной армии.

## Проектные и исполнительные организации
В январе 1925 года был создан «Авиатрест» — организация, призванная проектировать и строить новые самолёты в СССР.
Позднее, также в 1925 году, на Государственном авиационном заводе № 1 (ГАЗ № 1) в Москве, на базе Технического отдела, было создано Центральное конструкторское бюро (ЦКБ) «Авиатреста». ЦКБ структурно имело два Отдела, которые проектировали и строили опытные самолёты, — соответственно сухопутные и морские. Отдел сухопутного самолётостроения (ОСС) возглавил инженер-авиаконструктор Николай Поликарпов.
В первой половине 1926 года «Авиатрест» утвердил трёхлетний план опытного самолётостроения — после Гражданской войны промышленность понемногу восстанавливалась.

## Проект и разработка
«Авиатрест» предполагал начать проектирования нового самолёта в ОСС ЦКБ с 1 августа 1926 года, но военные медлили с выработкой технических требований к будущему истребителю.
Свои предложения Управление ВВС РККА представило в «Авиатрест» только 14 августа. Заявленные военными характеристики были очень высокими.
После внимательного изучения заявки и первых приближенных конструкторских расчётов Отдел сухопутного самолётостроения ЦКБ передал в «Авиатрест» перечень своих замечаний к завышенным требованиям военных. Согласование тактико-технических требований к будущему самолёту проходило 7 сентября в Научном комитете Управления ВВС, однако компромисса достичь не удалось — военные теоретики настаивали на своём.
В середине октября под руководством Н. Н. Поликарпова был выполнен эскизный проект самолёта под американский двигатель Райт Т-3. Расчёты показали, что проектируемая машина не дотягивает до контрольных цифр, заложенных в тактико-технических характеристиках (ТТХ) представителями ВВС.
18 октября состоялось второе совещание конструкторов и военных. В результате бурных дискуссий конструкторам было предложено произвести расчёты вариантов самолёта под немецкий двигатель BMW-VI и разрабатываемый в СССР М-13.
В ОСС ЦКБ «Авиатреста» разработали 17 эскизных вариантов самолёта. 22 декабря Технический Совет рассмотрел все варианты и остановил свой выбор на одном, который и утвердил к постройке.
У военных возникли свои внутренние расхождения в требованиях к будущему самолёту и Научный комитет Управления ВВС вновь кардинально изменил ТТХ. Через шесть недель, уже в новом 1927 году 4 февраля последний представленный эскизный проект наконец удовлетворил обе стороны и был утверждён. Таким образом, из-за разногласий было потеряно полгода.
Н. Н. Поликарпов приступил к изготовлению деревянного макета самолёта, который через 9 недель напряжённой работы был представлен экспертам «Авиатреста», Комиссии Научного комитета Управления ВВС и Научно-исследовательского института ВВС.
В течение месяца, с 13 апреля по 14 мая, состоялось несколько заседаний смешанной Макетной комиссии.
Длительное время не могли остановиться на типе самолёта: должен ли иметь истребитель схему биплана и полутораплана. Николай Поликарпов решительно выступал за полутораплан — схему, которая была проверена на самолёте «двухместный истребитель» 2И-Н1. Позднее схема полутораплана была реализована конструктором и при создании весьма удачных самолётов, которыми стали «разведчик пятый» Р-5 и «тяжёлый бомбардировщик второй» ТБ-2.
7 мая 1927 макет самолёта под немецкий двигатель БМВ-VI был представлен в Технический Совет. Через три недели, 1 июня 1927 года Техсовет макет утвердил, после чего передал его военным. Существенных замечаний со стороны военных экспертов уже не было и через два дня 3 июня 1927 года Научный комитет Управления ВВС утвердил макет, представленный конструкторами.

## Истребитель И-3 прототип
Не дожидаясь окончательного согласования макета Производственный отдел Государственного авиационного завода № 1 (ГАЗ № 1) уже начал изготавливать отдельные детали конструкции будущего самолёта. Осенью 1927 года рабочие приступили к сборке агрегатов первого прототипа. К октябрю был построен второй образец, — для статических испытаний планера.
Ещё до начала лётных испытаний конструкция самолёта была признана удачной и 24 января 1928 года на Совещании при Научно-техническом комитете (НТК) ВВС было принято решение о запуске лёгкого манёвренного истребителя И-3 в серийное производство на Государственном авиазаводе № 1 (ГАЗ № 1) в Москве. Вторым производителем машины в серийном производстве предполагалось обязать Государственный авиазавод № 25 (ГАЗ № 25).
Под наименованием «Одноместный истребитель третий» полутораплан И-3 «лёгкий манёвренный» НТК ВВС рекомендован к постановке на вооружение Военно-воздушных сил Рабоче-крестьянской Красной армии. Новый самолёт Н. Н. Поликарпова был призван заменить в лётных строевых частях «лёгкие манёвренные истребители» биплан И-2 конструкции Дмитрия Григоровича и полутораплан Fokker D.XI немецкого авиаконструктора Рейнхольда Платца, который с 1922 года выпускался в СССР по лицензии нидерландской фирмы Fokker.
В феврале 1928 года был построен первый прототип полутораплана И-3, летом — второй. Для лётных испытаний первый прототип поставили на лыжи.

## Индекс и обозначение
И-3 — аббревиатура, образованная от: «истребитель третий», — классификация, принятая в Военно-воздушных силах РККА на момент создания самолёта.
Тип, определяющий боевое применение самолёта: «истребитель». Номер: сквозной очередной, следующий за предыдущим истребителем И-2
Тактическое боевое назначение бипланов и полуторапланов в ВВС РККА: Ведение манёвренного воздушного боя с целью уничтожения или повреждения самолётов противника.
Полное название боевого самолёта в ВВС РККА: «Лёгкий манёвренный одноместный истребитель И-3»

## Испытания прототипов
21 февраля 1928 года лётчик-испытатель Михаил Громов впервые поднял оснащённый лыжами опытный полутораплан И-3 в воздух.
Испытания показали, что новый боевой самолёт имеет удовлетворительные характеристики. По максимальной скорости, потолку и скороподъёмности истребитель И-3 опережает многие серийные самолёты других стран. Обладает хорошей манёвренностью, особенно на виражах, но уступает по времени и радиусу боевого разворота однотипному цельнометаллическому полутораплану Александра Путилова И-4.

## Серийный выпуск
Серийное производство осуществлялось с 1928 года на заводе ГАЗ № 1 в Москве.
Истребитель И-3 Николая Поликарпова выпускался параллельно с серийным производством цельнометаллического истребителя И-4 (АНТ-5), созданного в Конструкторской бригаде АГОС ЦАГИ Павла Сухого. Оба самолёта одновременно запущены в серию для сравнения эксплуатационных и боевых качеств самолёта И-3 традиционной дерево-металло-тканевой конструкции и цельнометаллической — самолёта И-4.
В серийном производстве самолёт И-3 оснащался двигателем М-17 мощностью 500 л.с..
Серийная заводская модель получилась несколько тяжелее и имела более низкие, нежели у эталона, лётные характеристики. Но по основным тактико-техническим данным серийный боевой самолёт И-3 не уступал истребителям своего времени.
В серийном производстве планер полутораплана И-3 Николая Поликарпова был дешевле и проще в изготовлении, нежели цельнометаллический планер полутораплана И-4 Павла Сухого за счёт традиционной отработанной технологии и недорогих конструкционных материалов. По этим же причинам ремонтнопригодность планера И-3 в полевых условиях была выше, чем у планера И-4.
Истребитель Поликарпова И-3 находился на вооружении Военно-воздушных сил РККА с 1928 по 1931 год. Эксплуатация боевых самолётов И-3 в СССР продолжалась более семи лет и завершилась в конце 1934 года. Всего было построено 399 машин.

## Схема и конструкция
Согласно Краткому техническому описанию издания 1931 года, введённому в действие согласно Приказу № 331 по Военно-Воздушным Силам РККА от 20 ноября 1931 года лёгкий манёвренный истребитель И-3 определяется как
...одноместный полутораплан, предназначенный к службе в качестве истребителя. Самолёт смешанной деревянно-металлической конструкции, с фюзеляжем веретенообразной формы
Планер: одностоечный полутораплан, смешанной деревянно-металло-полотняной конструкции.
Фюзеляж: монококк, овального сечения двоякой кривизны, суживающийся к хвосту. Конструктивно: сосновый каркас 4 лонжерона и 13 шпангоутов.
Крылья: двухлонжеронные с расчалками, так называемого «профиля Кларк-Y». Плоскопараллельные верхнее и нижнее крылья жёстко соединены продольными И-образными скошенными вперёд раскосами и поперечными Х-образными диагональными расчалками, воспринимающими и компенсирующими динамические нагрузки в полёте.
Верхнее крыло вынесено выше фюзеляжа на 1/4 его высоты и крепится к нему V-образными раскосами. Верхнее крыло, большее по площади, смещено на 1/2 ширины вперёд относительно нижнего крыла.
Оперение смешанной конструкции: дюралюминиевое с полотном; стабилизатор — регулируемый в полёте; впервые в СССР на серийной машине. Передача усилия с рычага управления на хвостовой стабилизатор механическая, — посредством металлических тросов, протянутых внутри фюзеляжа.
Двигатель М-17 — поршневой V-образный 12-цилиндровый авиационный двигатель с водяным охлаждением производства СССР. Советская копия немецкого мотора БМВ VI, который был доработан российским советским инженером Александром Микулиным и получил в производстве индекс «мотор семнадцатый» М-17.
Шасси: первоначально — два неубирающихся в полёте колеса «велосипедного типа» со спицами и С-образный костыль в кормовой нижней части фюзеляжа.
Позже взамен колёс «велосипедного типа» устанавливались традиционные стандартные «тарелки» 800×150 мм с пластинчатой резиновой амортизацией. Колёса крепятся жёстко на раме, смонтированной на фюзеляже. Конструкция шасси и костыль позволяют эксплуатировать самолёт на полевых аэродромах с твёрдым грунтом.
В зимнее время для взлёта со снежного покрова применяются съёмные лыжи свободного продольного качения от самолёта-разведчика Р-1 Размер лыжи: 2,73×0,34 м.
Вал двигателя оснащён двухлопастным тянущим деревянным «винтом фиксированного шага» (ВФШ), выполненным как композитная наборная конструкция из клееной древесины. Винт рассчитан на один режим полёта.
Кабина одноместная, открытая, с небольшим прозрачным козырьком в передней части для защиты пилота в полёте от набегающего воздуха.
На первые серийные 75 боевых машин устанавливались пулемёты «Виккерс» для синхронной стрельбы вперёд по курсу полёта.
Все остальные серийные истребители имели стандартное вооружение: два пулемёта 7,62 мм типа «пулемёт воздушный первый» ПВ-1 производства СССР, устанавливаемых неподвижно для поражения целей в передней полусфере.
Часть самолётов И-3 оснащалась бомбодержателями для двух 25-фунтовых бомб.
Для ночных полётов отдельные истребители оснащались посадочными факелами, которые устанавливались на нижней правой полуплоскости крыла.
По общей компоновке, облику и конструктивными материалами манёвренный одноместный истребитель И-3 Николая Поликарпова во многом повторяет серийный самолёт Fokker D.XI (советское обозначение Фоккер ФД-11) немецкого авиаконструктора Рейнхольда Платца.
Лёгкий одноместный немецкий истребитель-полутораплан Fokker D.XI (ФД-11) с 1922 года выпускался в СССР года по лицензии фирмы Fokker и в течение 5 лет состоял на вооружении лётных частей Военно-воздушных сил РККА. К 1927 году морально и технически устарел. Ему на смену должны были поступить на вооружение воздушного флота истребитель-биплан И-3 смешанной конструкции Н. Н. Поликарпова и цельнометаллический полутораплан И-4 П. О. Сухого.

## Технические характеристики[1]
Источники данных: Шавров, 1985. Яковлев, 1982.
- Экипаж: 1 чел.
- Длина: 8,08 м
- Высота: 3,5 м
- Размах крыла: 11 м
- Площадь крыла: 27,85 м²
- Масса пустого: 1400 кг
- Масса снаряжённого: 1863 кг (модификация 1846 кг)
- Масса максимальная взлётная: ?
- Двигатель: М-17 водяного охлаждения мощностью 500 л.с. (модификация 750 л.с. / 552 кВт)
- Масса топлива во внутренних баках: 210 кг
- Пулемётное вооружение, стандартное: 2 x 7,62-мм пулемёта ПВ-1
- Бомбовая нагрузка: бомбы на вооружении не состояли. На отдельных машинах — две 25 фунтовые

бомбы на внешних бомбодержателях на нижней плоскости короткого крыла.

## Лётные характеристики
- Максимальная скорость: 278 км/ч у земли
- Дальность полёта: 585 км
- Практический потолок: 7200 м
- Скороподъёмность до высоты 1000 м: 1,8 мин.
- Скороподъёмность до высоты 5000 м: 12,6 мин.
- Продолжительность полёта: 2 ч
- Нагрузка на крыло: 67,4 кг/м²
- Тяговооружённость: 294 Вт/кг
- Посадочная скорость: 100 км/ч
- Длина разбега: 150 м
- Длина пробега: 250 м